# Rivière Riverin
Pour les articles homonymes, voir Riverin.
La rivière Riverin est un affluent de la rive nord de l'Estuaire maritime du Saint-Laurent dans la municipalité régionale de comté (MRC) Manicouagan, dans la région administrative de la Côte-Nord, au Québec, au Canada.

## Géographie
La rivière coule dans la municipalité de Port-Cartier (secteur Rivière-Pentecôte) et dans le territoire non organisé de Lac-Walker.
Le bassin versant de la rivière Riverin est situé entre les bassins des rivières Manicouagan (côté est) et Pentecôte (côté ouest).
Le lac Riverin est le principal lac de tête de la rivière Riverin. 

## Toponymie
Le toponyme Rivière Riverin a été officialisé le 5 décembre 1968 à la Banque des noms de lieux de la Commission de toponymie du Québec.